# 哀恋記
「哀恋記」（あいれんき）は、1975年2月に発売された五木ひろしのシングルである。

## 解説
新沼謙治はこの曲で日本テレビ「スター誕生!」に合格し、歌手としてデビューした。

## 収録曲
- 両楽曲共に、作詞：山口洋子

1. 哀恋記
作曲・編曲：森田公一
2. 恋は雨のように
作曲：平尾昌晃／編曲：京建輔